# 756 (numero)
Settecentocinquantasei (756) è il numero naturale dopo il 755 e prima del 757.

## Proprietà matematiche
- È un numero pari.
- È un numero composto, con 24 divisori: 1, 2, 3, 4, 6, 7, 9, 12, 14, 18, 21, 27, 28, 36, 42, 54, 63, 84, 108, 126, 189, 252, 378, 756. Poiché la somma dei suoi divisori (escluso il numero stesso) è 1484 > 756, è un numero abbondante.
- È un numero semiperfetto in quanto pari alla somma di alcuni (o tutti) i suoi divisori.
- È un numero oblungo, ovvero della forma n(n+1).
- È un numero malvagio.
- È un numero intoccabile.
- È un numero pratico.
- È un numero palindromo e un numero a cifra ripetuta nel sistema di numerazione posizionale a base 35 (LL).
- È un numero congruente.
- È parte delle terne pitagoriche (117, 756, 765), (192, 756, 780), (315, 756, 819), (345, 756, 831), (533, 756, 925), (567, 756, 945), (720, 756, 1044), (756, 825, 1119), (756, 1008, 1260), (756, 1215, 1431), (756, 1360, 1556), (756, 1617, 1785), (756, 1683, 1845), (756, 2205, 2331), (756, 2592, 2700), (756, 2867, 2965), (756, 3360, 3444), (756, 3933, 4005), (756, 5075, 5131), (756, 5265, 5319) , (756, 6783, 6825), (756, 7920, 7956), (756, 10192, 10220), (756, 11895, 11919), (756, 15867, 15885), (756, 20405, 20419), (756, 23808, 23820), (756, 35717, 35725), (756, 47625, 47631), (756, 71440, 71444), (756, 142883, 142885).

## Astronomia
- 756 Lilliana è un asteroide della fascia principale del sistema solare.
- NGC 756 è una galassia lenticolare della costellazione della Balena.
- Cosmos 756 è un satellite artificiale russo

## Astronautica
- Cosmos 756 è un satellite artificiale russo.